# Quasihermanites
Quasihermanites is een geslacht van uitgestorven kreeftachtigen uit de klasse van de Ostracoda (mosselkreeftjes).

## Soorten
- Quasihermanites bicarinatus Gruendel, 1964 †
- Quasihermanites gruendeli Colin, 1974 †
- Quasihermanites implicatus (Donze, 1965) Babinot et al., 1985 †
- Quasihermanites retrusus (Kuznetsova, 1961) Gruendel, 1973 †